# 铬铁矿

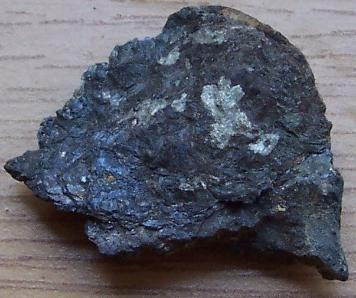
阿尔巴尼亚的铬铁矿石。

铬铁矿是一种矿物，主要成分为铁、镁和铬的氧化物：(Fe, Mg)Cr2O4，是尖晶石的一种。它是唯一可开采的铬矿石，矿物成分较复杂，镁的含量不定，有时也含铝和铁元素。自然界含铬矿物约30种,但具有工业价值的只有铬铁矿,中国常见的有铬铁矿、铝铬铁矿和富铬尖晶石。
铬铁矿难熔，用作耐火材料，也用于制取三氧化二铬、重铬酸钠、重铬酸钾等铬化合物。
铬铁矿的产地主要为巴西和古巴，生产国则主要是印度、伊朗、巴基斯坦、阿曼、津巴布韦、土耳其和南非，共占世界产量的80%，其中南非一国的产量便占40%。铬铁矿主要存在于中国的四川、西藏、甘肃、青海等省份。
铬矿是发展冶金、国防、化工等工业不可缺少的矿产资源,主要用于冶金工业生产不锈钢及各种合金钢、合金,在玻璃、陶瓷、耐火材料等方面也有广泛用途。包括：
- 铸造级：用于大型铸钢件、铸造型砂、钢包引流砂
- 冶金级：用于生产高碳铬铁和低微碳铬铁
- 耐火级/化工级：用于生产镁铬砂、镁铬砖等耐火材料

南非的草原高地复合构造是世界上的铬矿资源储量最丰富的地区，占全世界已知铬储量的76.1%。其中西矿带是以鲁斯腾堡（RUSTENBURG）为中心，而东矿带以斯蒂尔波特（STEELPOORT）和博格斯福德（BUGERSFORT）